# Top Gun: Maverick
Top Gun: Maverick ist ein US-amerikanischer Actionfilm des Regisseurs Joseph Kosinski, der am 26. Mai 2022 in die deutschen und am darauffolgenden Tag in die US-amerikanischen Kinos kam. Es handelt sich um eine Fortsetzung zum Film Top Gun – Sie fürchten weder Tod noch Teufel aus dem Jahr 1986, in der Tom Cruise erneut die titelgebende Hauptrolle des Kampfpiloten Maverick übernahm. Der Film entstand in Zusammenarbeit mit der United States Navy und dem Verteidigungsministerium der Vereinigten Staaten.

## Handlung
Pete „Maverick“ Mitchell ist als Testpilot eines Hyperschallflugzeugs bei der US Navy tätig. Um das Projekt vor dem Abbruch zu bewahren, startet Maverick mit dem Flugzeug, um zu beweisen, dass es Mach 10 erreichen kann. Dies gelingt ihm daraufhin; allerdings stoppt er nicht, sondern beschleunigt weiter, und bei Mach 10,4 zerbricht das Flugzeug im Flug; Maverick kann sich mit dem Schleudersitz retten. Der zuständige Admiral möchte ihn aus der Navy feuern. Zuvor erreichte den Admiral allerdings ein Anruf von Admiral Tom „Iceman“ Kazansky, mittlerweile Kommandeur der Pazifikflotte. Maverick wird erneut zu Top Gun abkommandiert, wo er auf seine frühere Beziehung Penny – Admiralstochter und nunmehr Barbesitzerin – trifft.
Bei Top Gun erfährt Mitchell seinen neuen Auftrag. Mit F-18-Maschinen ist ein sehr gefährlicher Angriff auf die schwer bewachte, in einem Bergkessel unterirdisch angelegte Uran-Anreicherungsanlage eines im Film nicht genau benannten Schurkenstaates auszuführen. Dazu soll eine Gruppe der besten Top-Gun-Absolventen von Maverick ausgebildet und aus ihnen das Team für den tatsächlichen Angriff ausgewählt werden. In dieser Gruppe ist auch Bradley „Rooster“ Bradshaw, der Sohn seines verunglückten Freundes Nick „Goose“ Bradshaw, der Maverick feindselig gegenübertritt. Abgesehen vom Tod seines Vaters, für den Rooster Maverick verantwortlich macht, hatte Maverick auf Bitten von Roosters Mutter die Aufnahme von Rooster an der Marineakademie verhindert und dadurch seine Karriere um Jahre verzögert. Bei einem simulierten Luftkampf von Rooster und Maverick unterschreiten die beiden die Mindesthöhe und können einen Aufprall auf dem Boden nur knapp verhindern. Diese Spannung, verschlimmert durch Roosters Rivalität zum selbstgefälligen Piloten „Hangman“, bringt Maverick in ein unlösbares Dilemma. Iceman, der schwer krebskrank ist, kaum sprechen kann und seinem nahenden Tod ins Auge blickt, bestellt Maverick zu sich und gibt ihm Rat. Zudem kommen Penny und Maverick sich wieder näher.
Die Anforderungen an die Mission sind extrem. Die Piloten müssen zum Ziel in niedriger Höhe durch ein verwinkeltes Tal anfliegen, um die gegnerische Luftabwehr zu unterlaufen; außerdem sehr schnell, um den hochmodernen feindlichen Jagdflugzeugen zuvorzukommen und ihnen wieder entkommen zu können. Dadurch und durch den Flug in den und aus dem Bergkessel heraus entstehen extreme g-Kräfte. Diese müssen die Piloten überstehen und auch noch in wenigen Sekunden den Angriff zum Erfolg bringen. Keiner der Kandidaten schafft einen erfolgreichen Trainingsflug. Maverick schafft es daher nicht, die Piloten zusammenzuschweißen und sie an den Erfolg der Mission glauben zu lassen. Bei einem lebensgefährlichen Zwischenfall fällt der Pilot „Coyote“ durch die g-Kräfte in eine kurze g-LOC-Ohnmacht und stürzt fast ab, und die F-18 des Zweierteams „Phoenix“ und „Bob“ wird durch einen Absturz nach Vogelschlag zerstört.
Kurz darauf stirbt Iceman, und ohne seine schützende Hand wird Maverick erneut gefeuert. Vizeadmiral Beau „Cyclone“ Simpson übernimmt das Kommando und will die Mission mit leichter zu fliegenden Missionsparametern durchführen lassen, was die Piloten aber der feindlichen Luftabwehr ausliefern würde. Um zu beweisen, dass die Mission wie ursprünglich geplant erfolgreich geflogen werden kann, startet Maverick ohne Erlaubnis zu einem Übungsflug. Er vollendet die Trainingsmission zur Begeisterung des Teams sogar schneller als vorgegeben und wird zum Schwarmführer für die Mission ernannt. Als weitere Teilnehmer wählt er die Zweierteams „Phoenix“/„Bob“ und „Fanboy“/„Payback“ aus sowie als Wingman „Rooster“, zur Enttäuschung von „Hangman“. Dieser und andere nicht ausgewählte Piloten kommen jedoch als Reserve mit auf den Einsatz.
Der Angriff startet. Neben den F-18 starten Tomahawk-Marschflugkörper und zerstören die nahegelegene Luftwaffenbasis des Feindes. Der Anflug unter dem Radar im Gebirge ist erfolgreich, und die Atomanlage wird zerstört. Beim Wegflug werden die Flugzeuge jedoch mit Flugabwehrraketen angegriffen. Maverick rettet Rooster, wird aber selber abgeschossen. Er kann sich mit dem Schleudersitz retten, wird am Boden jedoch von einem Kampfhubschrauber angegriffen. Rooster widersetzt sich dem Befehl zur Rückkehr auf den Flugzeugträger und zerstört den Hubschrauber, wird jetzt aber ebenfalls abgeschossen. Rooster und Maverick schlagen sich zu Fuß zur feindlichen Basis durch, stehlen eine alte F-14 und fliegen in Richtung Flugzeugträger. Sie werden jedoch entdeckt und in Luftkämpfe verwickelt und können dabei zwei gegnerische Kampfjets abschießen. Beim Angriff eines dritten feindlichen Flugzeuges geht ihnen die Munition aus, doch sie werden von Hangman gerettet, der den Angreifer im letzten Moment abschießt. Beim Start mit der F-14 wurde das Bugrad abgerissen; Maverick landet die F-14 ohne Bugrad mittels Fangnetz auf dem Flugzeugträger und trifft auf den Rest der Gruppe. Nach dem Einsatz versöhnt sich Rooster mit Maverick. In der Schlussszene taucht Penny vor dem Hangar auf und fliegt mit Maverick in seiner P-51 Mustang in den Sonnenuntergang.

## Produktion

### Entstehungsgeschichte

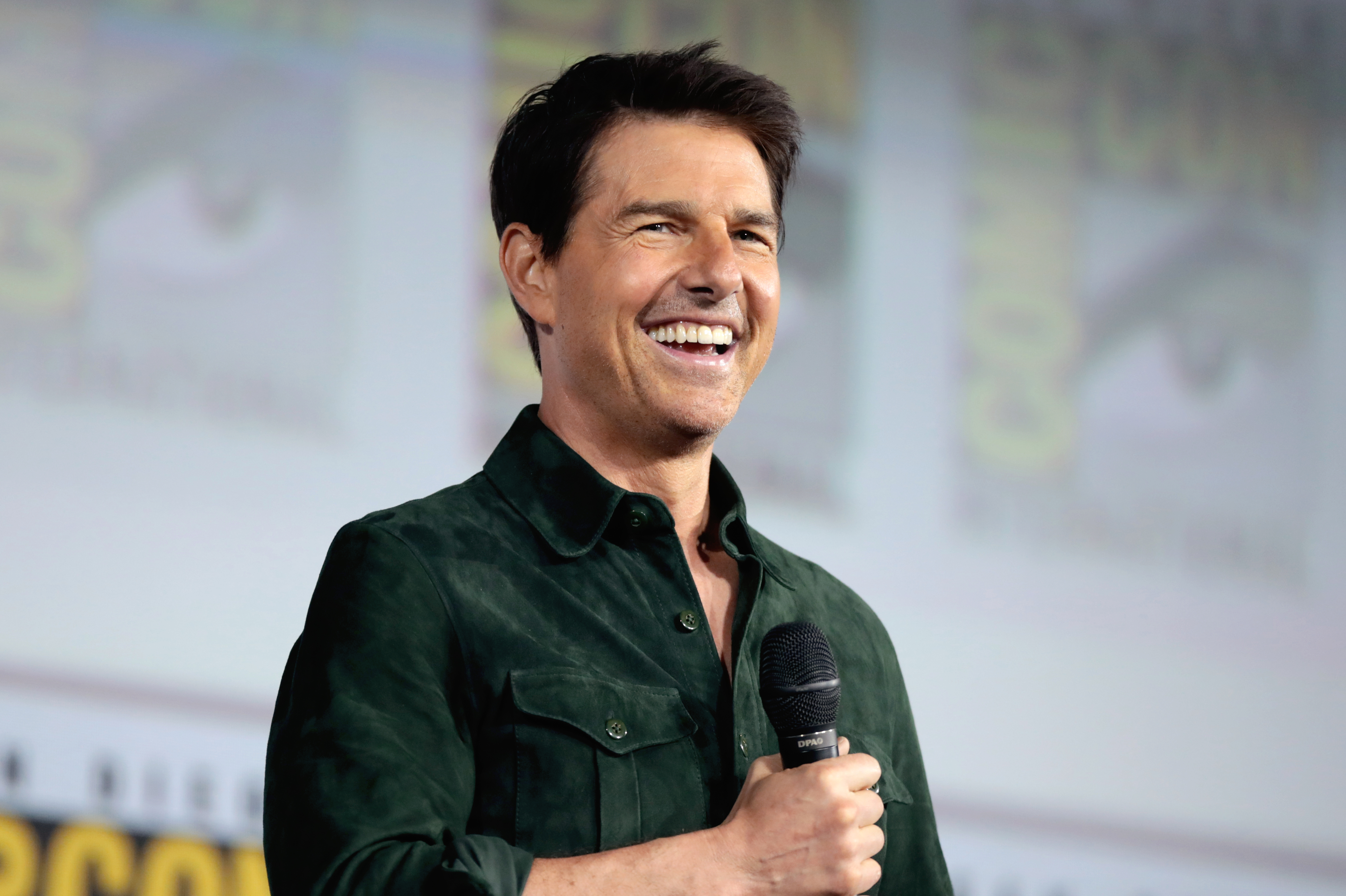
Tom Cruise auf der San Diego Comic-Con International 2019

Bereits im Oktober 2010 wurde berichtet, dass Paramount dem Produzenten Jerry Bruckheimer und Top-Gun-Regisseur Tony Scott ein Angebot für eine Fortsetzung vorgelegt habe, die von Christopher McQuarrie geschrieben werden und in der Tom Cruise in einer kleineren Nebenrolle erneut auftreten sollte. Schon im Jahr zuvor wurde Bruckheimer auf eine mögliche Fortsetzung angesprochen, äußerte aber zunächst Bedenken, da sich das TOPGUN-Programm der United States Navy seit dem ersten Film grundlegend verändert hätte und nun der Fokus in der Ausbildung weniger auf spektakulären Luftkämpfen, sondern mehr auf Bombenabwürfen liege. Ein Jahr später wurden Ashley Miller und Zack Stentz als neue Drehbuchautoren des Films bekanntgegeben, wobei unklar blieb, ob Maverick weiterhin die zentrale Figur sein würde.
Nach den Plänen von Paramount und dem Kofinanzierer Skydance Productions rund um den Gründer David Ellison, der ein großer Fan des Originalfilms und die treibende Kraft hinter der Fortsetzung gewesen sein soll, sollte Top Gun 2 ursprünglich ab Anfang 2013 gedreht werden und 2014 in die Kinos kommen. Die Handlung, zu Teilen auch auf einer Story von Peter Craig basierend, sollte sich dabei um die Rolle von Drohnen in der modernen Luftkriegsführung konzentrieren. Mit dem Tod von Tony Scott im August 2012 wurde das Filmprojekt jedoch vorübergehend auf Eis gelegt.
Obwohl Bruckheimer im Folgejahr bekräftigte, dass die Realisierung des Films weiterhin geplant wäre, wurden erst im Juni 2015 weitere Informationen vermeldet, als Justin Marks als neuer Drehbuchautor vorgestellt wurde. Im Juni 2017 wurde mit Joseph Kosinski, der zuvor beim Film Oblivion aus dem Jahr 2013 mit Cruise zusammenarbeitete, ein neuer Regisseur verpflichtet und ein Starttermin im Juli 2019 bekanntgegeben. Kosinski traf sich zuvor mit Cruise in Paris und konnte den Hauptdarsteller und Produzenten von seinen Story-Ideen sowie Ansätzen für die Umsetzung überzeugen. Das finale Drehbuch wurde letztendlich von Christopher McQuarrie, Ehren Kruger und Eric Warren Singer geschrieben. Der finale Handlungsstrang, in dem Maverick und Rooster eine feindliche F-14 Tomcat stehlen und entkommen, wurde dabei durch den US-amerikanischen Piloten Bob Hoover inspiriert, der im Zweiten Weltkrieg eine gestohlene Focke-Wulf Fw 190 zur Flucht aus der Kriegsgefangenschaft benutzte.
Ursprünglich sollte der Film auch vom chinesischen Internet-Unternehmen Tencent Pictures co-produziert werden, wobei die Firma mehrere Millionen US-Dollar für 12,5 % der Anteile am Film investierte. Ende 2019 zog sich Tencent allerdings aus der Produktion zurück, da negative Reaktionen der Kommunistischen Partei Chinas befürchtet wurden.

### Besetzung
Nachdem bereits früh die Verpflichtung von Tom Cruise für die Fortsetzung festgestanden hatte, wurde im Juni 2018 auch die Rückkehr von Val Kilmer verkündet. Da dieser aufgrund von Kehlkopfkrebs seine Stimme verloren hatte, wurde für den Film vom britischen Softwareunternehmen Sonatic mithilfe einer künstlichen Intelligenz und alter Tonaufnahmen von Kilmer eine computergenerierte Stimme erstellt, die im Film jedoch nicht eingesetzt wurde. Im Juli 2018 wurde Miles Teller als Sohn von LTJG Nick „Goose“ Bradshaw und Schützling von Maverick verpflichtet, nachdem Cruise zuvor auch mit Glen Powell und Nicholas Hoult Testaufnahmen durchgeführt hatte. Dennoch erhielt Powell die Nebenrolle des Lt. Jake „Hangman“ Seresin.
Später folgten die Verpflichtungen von Jennifer Connelly, Ed Harris, Jon Hamm, Lewis Pullman, Monica Barbaro, Charles Parnell, Jay Ellis, Bashir Salahuddin, Danny Ramirez und Manny Jacinto. Letztendlich wurde die Besetzung durch Chelsea Harris, Kara Wang, Jack Schumacher, Greg Tarzan Davis, Jake Picking, Raymond Lee, Jean Louisa Kelly und Lyliana Wray vervollständigt. Ursprünglich sollte auch Thomasin McKenzie der Besetzung angehören und als Tochter der Figur von Connelly zu sehen sein. Aufgrund von Terminüberschneidungen mit dem Netflix-Film Lost Girls musste sie das Projekt allerdings verlassen. Ebenso war Lewis Hamilton für die Nebenrolle eines Piloten vorgesehen, konnte aufgrund der noch laufenden Formel-1-Saison allerdings nicht an den Dreharbeiten teilnehmen. Alle für die Darstellung von Militärangehörigen eingesetzten Schauspieler, Doubles und Statisten mussten den Vorgaben der entsprechenden Teilstreitkräfte für Größe, Alter, Gewicht, Uniform, Körperpflege, Erscheinungsbild und Verhalten ihrer Soldaten und Offiziere entsprechen.

### Filmmusik
Für die Filmmusik war wie beim Vorgängerfilm Harold Faltermeyer verantwortlich. Unterstützung bekam er dabei von Hans Zimmer und Lorne Balfe. Des Weiteren nahm Kenny Loggins eine neue Version des Liedes Danger Zone auf. Lady Gaga steuerte zum Soundtrack das Lied Hold My Hand bei, das sie zusammen mit BloodPop komponierte. Ryan Tedder und seine Band OneRepublic schrieben ergänzend den Song I Ain’t Worried.

### Dreharbeiten

#### Vorbereitung und Training
In Vorbereitung auf die Dreharbeiten legten die Filmemacher das Drehbuch im Pentagon der US Navy vor, wodurch sie Drehgenehmigungen für Militärstützpunkte sowie Flugzeugträger und Zugang zu weiteren Militäreinrichtungen samt Personal in Kalifornien, Nevada und Washington erhielten. Auch das Verteidigungsministerium der Vereinigten Staaten prüfte das Drehbuch; es stelle so sicher, dass das Verteidigungswesen „akkurat“ dargestellt werde. Überdies wurde vertraglich festgehalten, dass dem Ministerium vor der Veröffentlichung ein Rohschnitt zur Verfügung gestellt werden sollte, um diesen mit der ursprünglichen Drehbuchfassung abgleichen zu können. Im Gegenzug wurden dem Filmteam Militärexperten zur Verfügung gestellt; außerdem erfasste das Ministerium, wie viele Flugzeuge, Schiffe und Bodengüter für den Film benötigt werden würden. So wurde es durch einen Abgleich mit Trainingsplänen von Jagdgeschwadern und Schiffen ermöglicht, dass echte Übungseinsätze im Film zu sehen waren. Die Produktion musste dabei allerdings zusichern, jegliches Filmmaterial sofort zur Überprüfung freizugeben, sodass gegebenenfalls sensible Aufnahmen gelöscht oder der Navy übergeben werden konnten.
Von Beginn an verfolgten Regisseur Joseph Kosinski und Hauptdarsteller Tom Cruise den Plan, so viele Flugszenen wie möglich mit den Darstellern in echten Kampfjets zu drehen, unter anderem, um so die g-Kräfte realistisch darstellen zu können. Cruise selbst stellte daher gemeinsam mit der Navy und der United States Navy Fighter Weapons School für alle Darsteller ein Trainingsprogramm zusammen. Die Schauspieler übten dabei zunächst das Überleben unter Wasser und den Umgang mit dem Schleudersitz. Im Anschluss folgte ein dreimonatiges Flugtraining, bei dem die Darsteller anfangs mit den einmotorigen Flugzeugen Cessna 172 und Extra 300 ein Gefühl fürs Fliegen bekommen sollten. In einem zweiten Schritt flogen die Schauspieler in einer Aero L-39 mit, ehe sie in F/A-18 Super Hornets trainieren durften. Neben der Gewöhnung an die g-Kräfte mussten die Darsteller dabei auch lernen, die im Flugzeug befestigten Kameras selbst zu bedienen und die richtige Beleuchtung auszuwählen, da es in den Maschinen keinen Platz für einen zusätzlichen Kameramann gab. Die generellen Vorbereitungen für die Flugszenen dauerten insgesamt 15 Monate, wobei über 3800 Storyboards angefertigt wurden.

#### Filmaufnahmen
Die offiziellen Dreharbeiten begannen am 31. Mai 2018 auf der Naval Air Station North Island in der San Diego Bay, wo man zwei Tage lang filmte. Der Drehstart musste dabei vor dem 1. Juli des Jahres erfolgen, damit das Filmprojekt finanzielle Zuschüsse vom kalifornischen Bundesstaat erhielt. Als Kameramann fungierte Claudio Miranda, der zuvor bereits beim Film Oblivion mit Regisseur Kosinski zusammenarbeitete; als Szenenbildner war Jeremy Hindle tätig. Hauptdrehort von Top Gun: Maverick war die Naval Air Station Fallon in Nevada, wo die echte TOPGUN-Flugschule beheimatet ist. Ende August 2018 wurden Flugdeckoperationen auf dem Flugzeugträger Abraham Lincoln gedreht. Im Dezember desselben Jahres erfolgten zweiwöchige Aufnahmen in South Lake Tahoe, bei denen tieffliegende Hubschrauber und Motorräder zum Einsatz kamen. Zwei Monate später diente die Theodore Roosevelt als Kulisse. Zu den weiteren Drehorten zählten das Indian Wells Valley mitsamt dem Dorf Inyokern, die Naval Air Station Whidbey Island in Washington und die Naval Air Station Patuxent River in Maryland.
Für die Flugszenen bekam die Filmproduktion von der Navy die Erlaubnis, Kameras auf und in F/A-18 Super Hornets während echten Flugmanövern anzubringen, die von erfahrenen Piloten durchgeführt wurden. Im Zuge der Filmaufnahmen kam dabei ein neues Kamerasystem mit einer 6K-Bildauflösung zum Einsatz, bei dem gleichzeitig sechs IMAX-Kameras innerhalb des Cockpits verwendet wurden. Daneben wurde auch ein spezielles Kamera-Flugzeug verwendet, das von Flugkoordinator Kevin LaRosa Jr. gesteuert wurde. Pro Drehtag waren die Darsteller mehrmals in 90-Minuten-Zeitfenstern in der Luft und drehten ihre Szenen. Erst im Anschluss konnte das aufgenommene Filmmaterial am Boden von Regisseur Kosinski gesichtet und neue Anweisungen gegeben werden. Aus dieser Verfahrensweise resultierten rund 800 Stunden Bildmaterial, wobei die Produktion je Flugstunde mit einer F/A-18 Super Hornet rund 11.400 US-Dollar an die Navy zahlen musste. Das gesamte Budget für Top Gun: Maverick lag zwischen 152 und 170 Millionen US-Dollar, davon allein rund 12,5 Millionen als Gage für Hauptdarsteller Tom Cruise. Dieser flog selbst eine North American P-51 für den Film.
Die Szenen mit der „Darkstar“, einem fiktiven Hyperschallflugzeug, entstanden im November 2018 auf der Naval Air Weapons Station China Lake und in der Mojave-Wüste. Für die Dreharbeiten wurde ein maßstabsgetreues Modell gebaut, dessen Design und Details auf realen Entwürfen der unbemannten Lockheed Martin SR-72 aus den Skunk Works basieren, deren Logo auch auf dem Steuerhorn der Darkstar zu sehen ist. Der Typ der feindlichen Kampfflugzeuge wird im Film nicht genannt, sie entsprechen in ihrer Gestalt jedoch der russischen Suchoi Su-57, NATO-Codename Felon („Verbrecher“), und sind auf den im Film gezeigten Radarbildern mit der Bezeichnung „Bandit“ versehen.
Obwohl die Produktion darauf bedacht war, so viele reale Aufnahmen wie möglich zu drehen, wurden für den fertigen Film insgesamt über 2.400 VFX-Shots benötigt. So fügte das Spezialeffekteteam von Framestore unter der Leitung von VFX Supervisor Ryan Tudhope CGI-Flugzeuge, Raketen, Explosionen und Rauchschwaden nachträglich hinzu und bearbeitete oftmals auch den Hintergrund in Flugszenen digital. Außerdem wurden für Aufnahmen der Darsteller in der fiktiven „Darkstar“ oder der ausrangierten F-14 die entsprechenden Flugzeuge erst in der Postproduktion modelliert und eingefügt.

### Marketing und Veröffentlichung

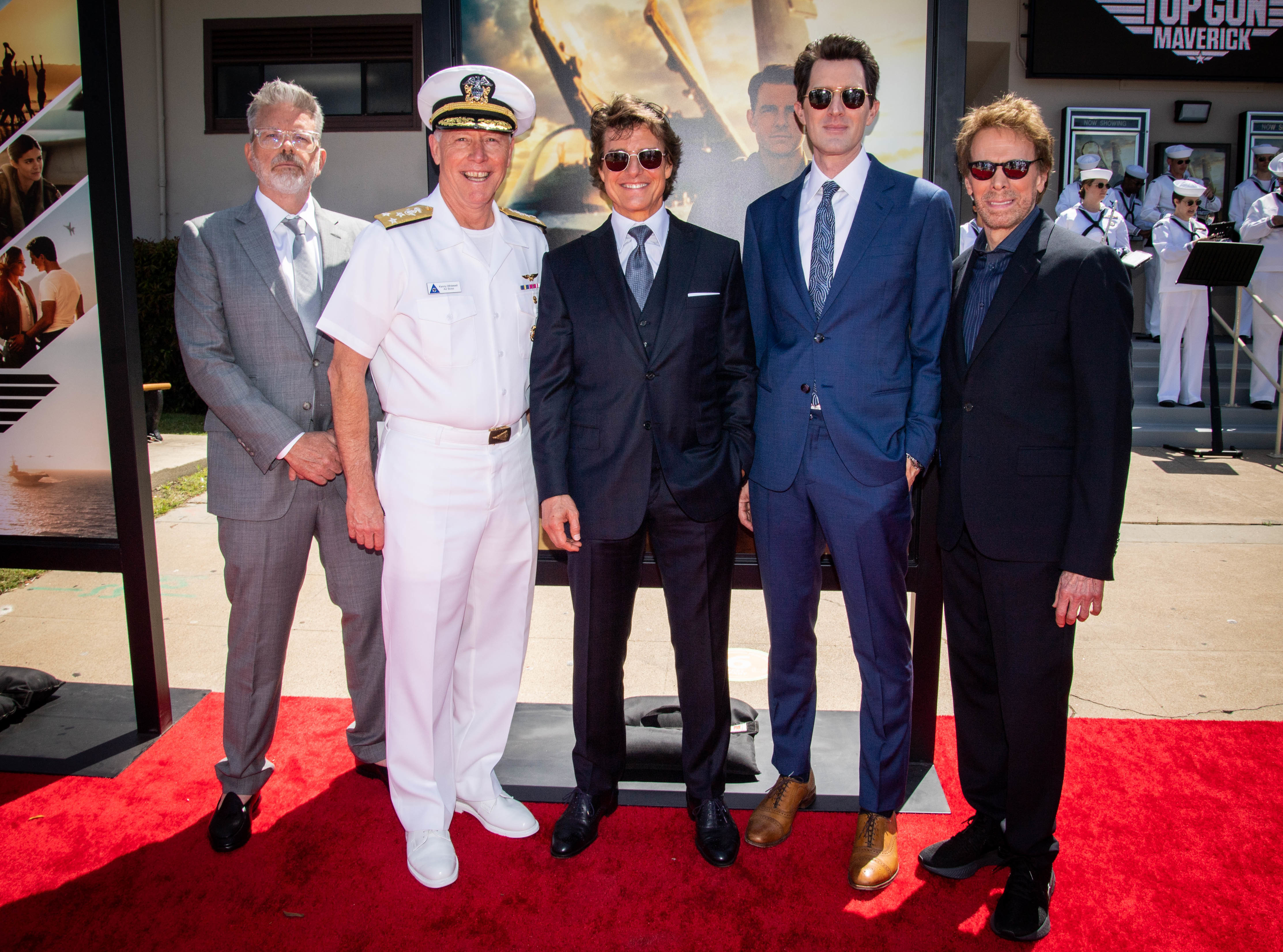
Christopher McQuarrie, Vizeadmiral Kenneth R. Whitesell, Tom Cruise, Joseph Kosinski und Jerry Bruckheimer bei der Premiere des Films (v. l. n. r.)

Im Juni 2017 verriet Cruise in einem Interview, dass die Fortsetzung den offiziellen Titel Top Gun: Maverick tragen werde. Erstes Bildmaterial wurde im Juni 2019 auf der Filmmesse CineEurope vorgestellt. Am 18. Juli 2019 wurde im Rahmen der San Diego Comic-Con International ein erster Trailer veröffentlicht; ein zweiter folgte am 16. Dezember 2019 und der finale Trailer am 29. März 2022.
Bevor Top Gun: Maverick regulär in die Kinos kam, sollte er exklusiv im Pentagon vorgeführt werden. Zudem sicherte sich das Verteidigungsministerium Filmplakate und zehn DVDs für Schulungen und für „historische Zwecke“. Eine erste öffentliche Aufführung des Films erfolgte am 28. April 2022 im Rahmen der CinemaCon in Las Vegas. Die offizielle Weltpremiere fand am 4. Mai 2022 auf der Midway in San Diego statt. Im Anschluss wurde der Film am 18. Mai 2022 auf den Internationalen Filmfestspielen von Cannes und am darauffolgenden Tag bei einer Royal Film Performance in London aufgeführt. In Cannes wurde Cruise bei der Premiere mit einer Flugshow der französischen Kunstfliegerstaffel und einer unangekündigten goldenen Ehrenpalme geehrt.
Top Gun: Maverick sollte ursprünglich am 12. Juli 2019 in die US-amerikanischen Kinos kommen. Später wurde der US-Starttermin zunächst auf den 26. Juni 2020 verschoben, um so der Produktion zeitlich die Ausarbeitung der komplexen Flugsequenzen zu ermöglichen. Im Zuge der COVID-19-Pandemie wurde der US-Kinostart erneut zuerst auf den 23. Dezember 2020, dann auf den 2. Juli 2021, im Anschluss auf den 19. November 2021 und schließlich auf den 27. Mai 2022 verlegt. In Deutschland und der Deutschschweiz startete der Film bereits einen Tag zuvor in den Kinos. Eine direkte Veröffentlichung auf Streamingdiensten während der Pandemie stand laut Cruise zu keinem Zeitpunkt zur Debatte.
Um auch einen Kinostart in China zu begünstigen, wurden die Flaggen Japans und Taiwans von der Jacke der Hauptfigur in ersten Trailern digital entfernt. Trotzdem lehnten die chinesischen Zensurbehörden eine Veröffentlichung des Films in der Volksrepublik ab. Als Reaktion darauf waren in der finalen Kinofassung wieder die Originalflaggen zu sehen.

## Synchronisation
Die deutschsprachige Synchronisation entstand nach einem Dialogbuch von Klaus Bickert und unter der Dialogregie von Clemens Frohmann bei Interopa Film.
| Rolle                                 | Darsteller        | Synchronsprecher         |
| ------------------------------------- | ----------------- | ------------------------ |
| Capt. Pete „Maverick“ Mitchell        | Tom Cruise        | Patrick Winczewski       |
| Lt. Bradley „Rooster“ Bradshaw        | Miles Teller      | Roman Wolko              |
| Penelope „Penny“ Benjamin             | Jennifer Connelly | Claudia Urbschat-Mingues |
| Vizeadmiral Beau „Cyclone“ Simpson    | Jon Hamm          | Sascha Rotermund         |
| Konteradmiral Solomon „Warlock“ Bates | Charles Parnell   | Oliver Siebeck           |
| Bernie „Hondo“ Coleman                | Bashir Salahuddin | Christoph Banken         |
| Lt. Jake „Hangman“ Seresin            | Glen Powell       | Martin Kautz             |
| Lt. Natasha „Phoenix“ Trace           | Monica Barbaro    | Rubina Nath              |
| Lt. Robert „Bob“ Floyd                | Lewis Pullman     | Fabian Oscar Wien        |
| Lt. Mickey „Fanboy“ Garcia            | Danny Ramirez     | Sascha Werginz           |
| Lt. Reuben „Payback“ Fitch            | Jay Ellis         | Benjamin Stöwe           |
| Lt. Javy „Coyote“ Machado             | Greg Tarzan Davis | Mario Klischies          |
| Admiral Tom „Iceman“ Kazanski         | Val Kilmer        | Torsten Sense            |
| Konteradmiral Chester „Hammer“ Cain   | Ed Harris         | Wolfgang Condrus         |
| Amelia Benjamin                       | Lyliana Wray      | Lilith Wennmachers       |
| Sarah Kazansky                        | Jean Louisa Kelly | Susanne von Medvey       |
| Lt. Logan „Yale“ Lee                  | Raymond Lee       | Sebastian Kluckert       |
| Lt. Brigham „Harvard“ Lennox          | Jake Picking      | Henning Nöhren           |

## Urheberrechtsstreit
Anfang Juni 2022 reichten die Erben des israelischen Autors Ehud Yonay eine Klage gegen Paramount am kalifornischen Bundesgericht ein, da das Filmstudio nach ihrer Darstellung zum Zeitpunkt der Veröffentlichung von Top Gun: Maverick keine Rechte mehr am Film besaß. Ehud Yonay hatte 1983 im California Magazine die „Top-Guns“-Story veröffentlicht, auf der später der Film Top Gun – Sie fürchten weder Tod noch Teufel basierte. Yonays Erben forderten im Jahr 2018 gemäß einer 35-Jahre-Klausel die Rechte am Werk zurück, was im Januar 2020 in Kraft trat. Paramount soll zu diesem Zeitpunkt über den Rechteverlust unterrichtet worden sein, sich aber nicht um eine neue Lizenz bemüht haben. Das Filmstudio selbst gab an, dass Top Gun: Maverick bereits vor Auslauf des Vertrages zu einem großen Teil fertiggestellt wurde und sowieso nicht auf urheberrechtlich geschützten Teilen des Ausgangsmaterials, sondern nur auf realitätsgetreuen Tatsachen basiere. Nach Darstellung von Yonays Erben wurde der Film hingegen erst im Mai 2021 komplettiert. Aus diesem Grund versuchten sie die Veröffentlichung von Top Gun: Maverick zwei Wochen vor der geplanten Premiere im Mai 2022 per Unterlassungsklage zu unterbinden.
Im August 2022 reichte Paramount einen Antrag auf Abweisung der Klage ein, der im November des Jahres von Richter Percy Anderson abgelehnt wurde. In der Begründung hieß es, da deutliche Ähnlichkeiten zwischen der Vorlage und dem Film zu erkennen wären, sei eine mögliche Urheberrechtsverletzung für die Fortführung des Verfahrens ausreichend gut begründet. Anderson sprach Paramount im April 2024 schließlich von den Anklagepunkten frei und stellte in seiner Urteilsbegründung fest, dass bis auf faktenbasierte Überschneidungen kaum Ähnlichkeit zwischen den Werken bestehe und somit keine Urheberrechtsverletzung vorliege.
Im Februar 2024 reichte der Schauspieler Barry Tubb, der im Originalfilm Top Gun den Piloten Wolfman verkörperte, eine weitere Klage gegen Paramount wegen der vertraglich nicht autorisierten Nutzung seines Konterfeis in der Fortsetzung ein. Bei der von Tubb beanstandeten Szenen handelt es sich um die Einblendung eines alten Behind-the-Scenes-Bildes, an dem das Filmstudio Änderungen vorgenommen habe und daher nach seiner Darstellung nicht mehr das Urheberrecht besitze. Eine dritte Klage gegen Paramount folgte im April 2025, als Shaun Gray, der Cousin des Drehbuchautors Eric Warren Singer, beanstandete, er habe für Top Gun: Maverick zentrale Actionszenen geschrieben ohne dafür finanziell entschädigt oder in den Filmcredits genannt worden zu sein. Der ehemalige Navy-Kampfpilot J. J. Cummings, der selbst als Berater am Film tätig war, bestätigte diese Darstellung Grays.

## Rezeption

### Altersfreigabe
In den Vereinigten Staaten erhielt Top Gun: Maverick von der MPA aufgrund von heftiger Action und vereinzelten Kraftausdrücken ein PG-13-Rating. In Deutschland wurde der Film von der FSK mit einer Freigabe ab 12 Jahren versehen. In der Freigabebegründung heißt es, Top Gun: Maverick beziehe seine Spannung vor allem aus rasant inszenierten Flugszenen. Während der ausführlich gezeigten Mission gebe es einige dramatische Bedrohungssituationen, bei denen die Piloten unter Beschuss geraten und in Luftkämpfe verwickelt werden würden. Direkte körperliche Gewalt oder Verletzungen werden jedoch nicht ins Bild gerückt; zudem bieten einige ruhige Szenen und das Happy End Entlastungsmöglichkeiten. Das lebensferne Setting in der Flugschule ermögliche darüber hinaus eine Distanzierung von den Geschehnissen.

### Kritiken
Top Gun: Maverick konnte 96 % der 451 bei Rotten Tomatoes gelisteten Kritiker überzeugen und erhielt dabei eine durchschnittliche Bewertung von 8,2 von 10 Punkten. Als zusammenfassendes Fazit zieht die Seite, der Film vollbringe als lang verspätete Fortsetzung das Kunststück, seinen Vorgänger Top Gun auf eine äußerst unterhaltsame Weise sogar zu übertreffen. Bei Metacritic erhielt Top Gun: Maverick basierend auf 63 Kritiken einen Metascore von 78 von 100 möglichen Punkten.

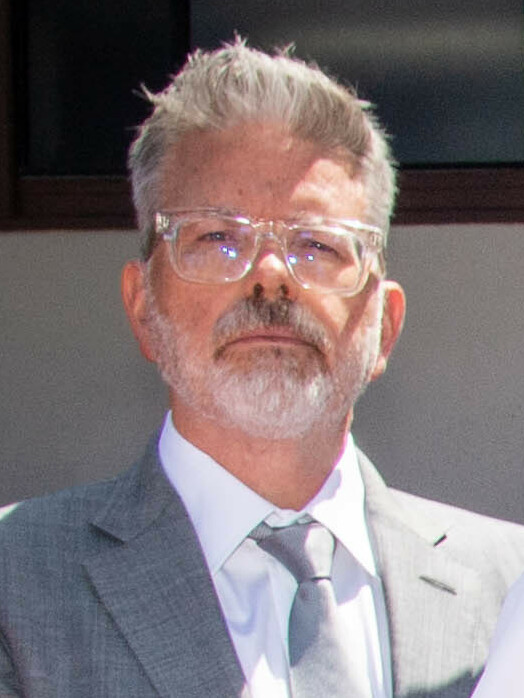
Das finale Drehbuch schrieb Christopher McQuarrie

Zu einem fast durchweg positiven Urteil gelangt David Ehrlich von IndieWire, für den Top Gun: Maverick der beste Sommer-Blockbuster seit Mission: Impossible – Fallout sei, wenn auch nicht ganz so perfekt durchorchestriert. Der Film sei emotional mitreißend sowie atemberaubend und enthalte charaktergetriebene sowie herzzerreißende Luftkämpfe, die lebendiger als noch im Originalfilm Top Gun inszeniert seien. Auch in Bezug auf andere zentrale Aspekte weiche die Fortsetzung teils stark vom Vorgängerfilm ab. So verzichte Top Gun: Maverick komplett auf Subtilität, sei bis ins kleinste Detail strukturiert und politisch neutral, wodurch nicht ganz soviel Werbung fürs Militär wie noch im Vorgängerfilm gemacht werde. Das Drehbuch von Christopher McQuarrie, Ehren Kruger und Eric Warren Singer sei ausgereift, doch der Old-School-Nervenkitzel gehe mit einem gewissen Maß an Vorhersehbarkeit einher. Was dem Film in dieser Hinsicht an Risikobereitschaft fehle, mache Regisseur Joseph Kosinski mit seiner schnellen und klaren Inszenierung wieder wett. So werde das eigentliche Charakterdrama zwischen Tom Cruise und Miles Teller, deren Konflikt das emotionale Fundament der Geschichte bildet, zum männlichen Actionfilm. Die Hauptfigur Maverick werde dabei zwischen Relikt und Gott charakterisiert, und auch Cruise mache sich durch eine seiner verwundbarsten Schauspielleistungen ein Stück weit unsterblich.
Auch David Rooney zieht in seiner Kritik für den Hollywood Reporter ein positives Fazit und urteilt, Top Gun: Maverick sei eine überragende Fortsetzung, deren atemberaubende Flugszenen mit virtuosem technischen Können inszeniert seien. Zwar sei der Film weitestgehend formelhaft konzipiert, liefere aber in Bezug auf Nostalgie und Neuerfindung ab, weshalb insbesondere das Mainstream-Publikum ihn lieben werde. Zu den Hommagen an alte Filmstars und Technologien zähle nicht nur die homoerotischen Andeutungen und der emotionale Auftritt von Val Kilmer, sondern auch die komplette Fokussierung auf Tom Cruise, der von den blassen Nebendarstellern nur möglichst gut in Szenen gesetzt werden solle. Maverick werde zugleich als regelbrechender Rebell sowie selbstloser Heiliger dargestellt und bekomme statt Kelly McGillis einfach eine neue Liebschaft in Form von Jennifer Connelly vorgesetzt, was zu etwas viel Egomanie im Film führe. Das Highlight und Hauptaugenmerk seien allerdings die Flugszenen, die glücklicherweise auf visuelle Effekte verzichten und in einer guten Balance zum restlichen zwischenmenschlichen Drama stehen würden. So könne Top Gun: Maverick seine volle Wirkung auf möglichst bild- und tongewaltigen Leinwänden entfalten.
Deutlich kritischer steht Scott Mendelson von Forbes dem Film gegenüber, da sich Top Gun: Maverick für ihn als Fortsetzung allein darüber definiere, den Originalfilm zu zitieren. Der Erfolg beim Publikum hänge dabei davon ab, dass der Zuschauer Top Gun als wichtigen Mythos der Popkultur betrachte, obwohl sich mit dem politischen Erbe des Originalfilms kaum auseinandergesetzt werde. Stattdessen fühle sich der Film wie der Versuch von Hauptdarsteller Cruise an, seinen eigenen Ruhm filmisch weiter zu behaupten, wodurch Top Gun: Maverick neben ihm und dem Luftspektakel nicht viel anderes zu bieten hätte. Das visuell beeindruckende, aber ecken- und kantenlose Actiondrama könnte so vielleicht ohne Kontext ein unterhaltsamer Sommer-Blockbuster sein; die Enttäuschung liege für Mendelson aber vor allem im Wissen, dass alle Beteiligten etwas Besseres hätten produzieren können.
Wie bereits der Originalfilm Top Gun sah sich auch die Fortsetzung dem Vorwurf ausgesetzt, aktive Propaganda für das US-amerikanische Militär zu betreiben. Allerdings gebe es diesmal keinen konkreten Feind, sondern nur einen namenlosen Atomstaat, der sich nicht eindeutig zuordnen lasse. Zudem würden Cruise und der im Film stets präsente Rüstungskonzern Lockheed Martin klar als Helden porträtiert werden. Nicht zuletzt biete Top Gun: Maverick eine Möglichkeit, die „sündhaft teuren Spielzeuge“ des Militärs zu präsentieren, schließlich seien die Überschallflugzeuge neben Cruise die Hauptattraktion des Films. Auch die direkte Beteiligung der US Navy wurde kritisch gesehen. Nicht nur die im Zuge der Dreharbeiten aktiv ans Militär geflossenen Gelder, sondern ebenso das Vetorecht am Drehbuch und die damit verbundene Meinungshoheit über wichtige Themen wurden kritisiert.
Außerdem wurde der Hauptdarsteller Cruise zitiert, der 1990 auf Kritik am Vorgängerfilm noch geantwortet hatte, aufgrund der realitätsfernen Darstellung kein „Top Gun II“ machen zu wollen. Dies wäre verantwortungslos.

### Einspielergebnis
Am Startwochenende erreichte Top Gun: Maverick mit einem Einspielergebnis von 156 Millionen US-Dollar die Spitzenposition der US-amerikanischen Kino-Charts, während der Film in Deutschland mit 610.000 Besuchern den drittbesten Kinostart des Jahres verzeichnete.
Die weltweiten Einnahmen aus Kinovorführungen belaufen sich auf rund 1,49 Milliarden US-Dollar, von denen allein 718,7 Millionen im nordamerikanischen Raum erwirtschaftet wurden. Damit ist Top Gun: Maverick nicht nur der finanziell erfolgreichste Tom-Cruise-Film, sondern befindet sich auch in der Liste der weltweit erfolgreichsten Filme auf Platz 14 (Stand: 19. April 2025). In Deutschland verzeichnete die Fortsetzung insgesamt 3.720.356 Kinobesucher, durch die der Film 37,6 Millionen Euro einspielen konnte und den zweiten Platz (nach Einnahmen) der erfolgreichsten Filme des Jahres 2022 in Deutschland belegt.

### Auszeichnungen (Auswahl)
Top Gun: Maverick wurde in der Filmpreissaison 2022/23 bisher für über 130 Auszeichnungen nominiert, von denen das Werk mehr als zwei Dutzend gewinnen konnte. Bei Bekanntgabe der Shortlists für die Oscarverleihung 2023 fand das Werk in drei Kategorien Berücksichtigung – Filmsong („Hold My Hand“), Ton und visuelle Effekte.
Eine Auswahl weiterer gewonnener Preise und Nominierungen:
AACTA International Awards 2023
- Nominierung als Bester Film[97]

AFI Awards 2022
- Aufnahme in die Liste der zehn besten Filme des Jahres 2022[98]

American Music Awards 2022
- Nominierung für den Besten Soundtrack[99]

American Society of Cinematographers Awards 2023
- Nominierung für die Beste Kamera (Claudio Miranda)[100]

Art Directors Guild Awards 2023
- Nominierung für das Beste Szenenbild eines zeitgenössischen Films (Jeremy Hindle)[101]

British Academy Film Awards 2023
- Nominierung für die Beste Kamera (Claudio Miranda)
- Nominierung für den Besten Schnitt (Eddie Hamilton)
- Nominierung für den Besten Ton (Chris Burdon, James Mather, Al Nelson, Mark Taylor, Mark Weingarten)
- Nominierung für die Besten visuellen Effekte (Seth Hill, Scott Fisher, Bryan Litson, Ryan Tudhope)[102]

Camerimage 2022
- Nominierung für den „Goldenen Frosch“[103]

Chicago Film Critics Association Awards 2022
- Nominierung für die Beste Kamera (Claudio Miranda)
- Nominierung für den Besten Einsatz von visuellen Effekten[104]

Critics’ Choice Movie Awards 2023
- Auszeichnung für die Beste Kamera (Claudio Miranda)
- Nominierung als Bester Film
- Nominierung als Bester Hauptdarsteller (Tom Cruise)
- Nominierung für den Besten Schnitt (Eddie Hamilton)
- Nominierung als Bestes Lied (Hold My Hand – Lady Gaga & BloodPop)
- Nominierung für die Besten visuellen Effekte[105]

Critics’ Choice Super Awards 2023
- Auszeichnung als Bester Actionfilm
- Auszeichnung als Bester Schauspieler in einem Actionfilm (Tom Cruise)
- Nominierung als Beste Schauspielerin in einem Actionfilm (Jennifer Connelly)[106]

Directors Guild of America Awards 2023
- Nominierung für die Beste Regie (Joseph Kosinski)[107]

Eddie Awards 2023
- Auszeichnung für den Besten Schnitt in einem Filmdrama (Eddie Hamilton)[108]

Golden Globe Awards 2023
- Nominierung in der Kategorie „Bester Film – Drama“
- Nominierung als Bester Filmsong (Hold My Hand – Lady Gaga & BloodPop)

Golden Reel Awards 2023
- Auszeichnung für den Besten Tonschnitt bei Effekten und Geräuschen (Bjørn Ole Schroeder, James Mather, & Al Nelson)
- Nominierung für den Besten Tonschnitt in Dialogen und ADR (Bjørn Ole Schroeder, James Mather & Al Nelson)[109]

Golden Tomato Awards 2023
- Auszeichnung als Bester Film
- Auszeichnung als Bester Kinofilm
- Auszeichnung als Bester Action-Abenteuerfilm[110]

Grammy Awards 2023
- Nominierung als Bester für visuelle Medien geschriebener Song (Hold My Hand – Lady Gaga & BloodPop)[111]

London Critics’ Circle Film Awards 2023
- Nominierung als Bester Film[112]

MTV Movie & TV Awards 2023
- Auszeichnung für die Beste Schauspielleistung (Tom Cruise)
- Nominierung als Bester Film
- Nominierung als Bester Held (Tom Cruise)
- Nominierung als Bestes Schauspielduo (Tom Cruise & Miles Teller)
- Nominierung als Bester Song (Hold My Hand – Lady Gaga)
- Nominierung als Bester Song (I Ain’t Worried – OneRepublic)[113]

National Board of Review Awards 2022
- Auszeichnung als Bester Film
- Auszeichnung für die Beste Kamera (Claudio Miranda)[114]

New York Film Critics Circle Awards 2022
- Auszeichnung für die Beste Kamera (Claudio Miranda)

Nickelodeon Kids’ Choice Awards 2023
- Nominierung als Bester Film
- Nominierung als Bester Schauspieler (Tom Cruise)[115]

Online Film Critics Society Awards 2023
- Nominierung als Bester Film
- Nominierung für die Beste Kamera (Claudio Miranda)
- Nominierung für den Besten Schnitt (Eddie Hamilton)
- Nominierung für die Besten visuellen Effekte[116]

Oscarverleihung 2023
- Nominierung als Bester Film
- Nominierung für das Beste adaptierte Drehbuch (Peter Craig, Justin Marks, Ehren Kruger, Christopher McQuarrie & Eric Warren Singer)
- Nominierung für den Besten Schnitt (Eddie Hamilton)
- Nominierung als Bester Song („Hold My Hand“ – Lady Gaga & BloodPop)
- Auszeichnung für den Besten Ton (Mark Weingarten, James H. Mather, Al Nelson, Chris Burdon & Mark Taylor)
- Nominierung für die Besten visuellen Effekte (Ryan Tudhope, Seth Hill, Bryan Litson & Scott R. Fisher)

People’s Choice Awards 2022
- Auszeichnung als Bester Actionfilm
- Nominierung als Bester Film
- Nominierung als Bester Schauspieler (Tom Cruise)
- Nominierung als Bester Schauspieler (Miles Teller)
- Nominierung als Bester Schauspieler in einem Actionfilm (Tom Cruise)
- Nominierung als Bester Song (Hold My Hand – Lady Gaga)[117]

Producers Guild of America Awards 2023
- Nominierung als Bester Kinofilm[118]

Satellite Awards 2022
- Nominierung als Bestes Filmdrama
- Nominierung für die Beste Regie (Joseph Kosinski)
- Nominierung für das Beste adaptierte Drehbuch (Peter Craig, Ehren Kruger, Justin Marks, Christopher McQuarrie & Eric Warren Singer)
- Nominierung als Bester Hauptdarsteller in einem Filmdrama (Tom Cruise)
- Nominierung für die Beste Kamera (Claudia Miranda)
- Nominierung für die Beste Filmmusik (Harold Faltermeyer, Lady Gaga, Hans Zimmer & Lorne Balfe)
- Nominierung als Bester Filmsong („Hold My Hand“)
- Nominierung für den Besten Filmschnitt (Eddie Hamilton)
- Nominierung für den Besten Ton (Mark Weingarten, James H. Mather & Al Nelson)
- Nominierung für die Besten visuellen Effekte (Ryan Tudhope, Scott R. Fisher, Seth Hill & Bryan Litson)[119]

Saturn-Award-Verleihung 2022
- Auszeichnung als Bester Action- oder Abenteuerfilm
- Auszeichnung als Bester Hauptdarsteller (Tom Cruise)
- Auszeichnung für den Besten Schnitt (Eddie Hamilton)
- Nominierung für die Beste Regie (Joseph Kosinski)
- Nominierung für die Besten Spezialeffekte (Scott R. Fisher & Ryan Tudhope)

Screen Actors Guild Awards 2023
- Auszeichnung als Bestes Stuntensemble[120]

USC Scripter Awards 2023
- Nominierung als Beste Filmadaption (Peter Craig, Ehren Kruger, Justin Marks, Christopher McQuarrie & Eric Warren)[121]

VES Awards 2023
- Nominierung für die Besten visuellen Effekte in einem fotorealistischen Spielfilm
- Nominierung für die Beste Modellierung in einem fotorealistischen oder animierten Spielfilm (F-14 Tomcat)
- Nominierung für das Beste Compositing und die beste Beleuchtung in einem Spielfilm[122]

World Soundtrack Awards 2022
- Nominierung für den Besten Filmsong (Hold My Hand – BloodPop & Lady Gaga)[123]

Writers Guild of America Awards 2023
- Nominierung für das Beste adaptierte Drehbuch (Peter Craig, Ehren Kruger, Justin Marks, Christopher McQuarrie & Eric Warren)[124]

## Fortsetzung
Ende Mai 2022 zeigte sich der Darsteller Miles Teller offen für eine Fortsetzung und gab an, dass er den Verantwortlichen einen Film mit dem Titel Top Gun: Rooster über seine Figur gepitcht habe. Fast zeitgleich äußerte sich der Produzent Jerry Bruckheimer allerdings, dass es noch keine konkreten Pläne für eine Fortführung der Geschichte gäbe. Trotzdem kam es zu Gesprächen über eine Fortsetzung zwischen Hauptdarsteller Tom Cruise und Teller, wie letzterer im Juli 2022 berichtete.
Im Januar 2024 kündigte Paramount schließlich einen dritten Top-Gun-Film offiziell an, der sich seit Herbst des Vorjahres in Entwicklung befindet. Neben Tom Cruise und Miles Teller soll auch Co-Darsteller Glen Powell für die Fortsetzung zurückkehren, während das Kreativteam erneut aus Regisseur Joseph Kosinski, Drehbuchautor Ehren Kruger und den Produzenten Jerry Bruckheimer sowie David Ellison besteht.